# 空挺突撃連隊
空挺突撃連隊（くうていとつげきれんたい、Luftlande-Sturm-Regiment）は、ベルギーの戦いでエバン・エマール要塞を確保し、クレタ島、東部戦線で戦った第二次世界大戦中のドイツ空軍の降下猟兵部隊である。

## 歴史

### エバン・エマール要塞

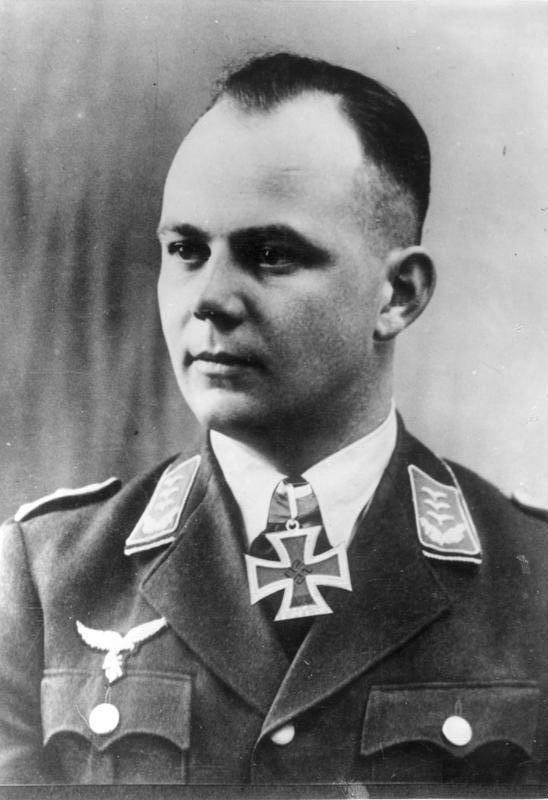
ヴァルター・コッホ大尉

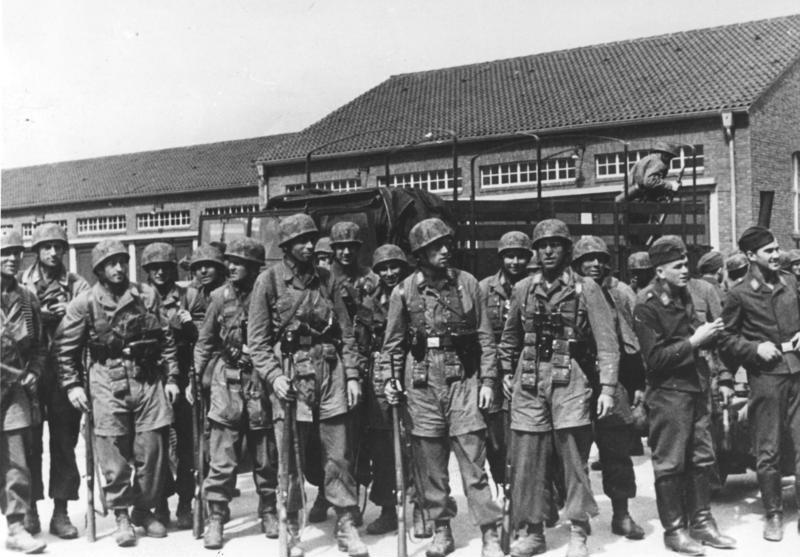
エバン・エマール要塞奪取に参加した降下猟兵

フリードリヒスハーフェン実験大隊（Versuchsabteilung Friedrichshafen）は1939年11月2日に第1降下猟兵連隊の第I大隊／第1中隊と第II大隊／工兵小隊（Pionier-Zug）の基幹で編成されたが、直ぐに指揮官のヴァルター・コッホ大尉に因んでコッホ突撃大隊（Sturmabteilung Koch）と改称された。
コッホ突撃大隊はアルベール運河を守る近代的なエバン・エマール要塞と運河に架かる3つの橋を確保し、ベルギー中央部への道を切り拓くことを意図していた。防御部隊が驚き、橋の破壊やドイツ軍への反撃ができないことを望んで突撃部隊を静かに目標の直上に降ろせるように17./KGr z.b.V. 5 部隊のDFS 230型軍用グライダーが使用されることになっていた。
1940年5月10日のベルギー侵攻のために大隊は4つの突撃グループ（Sturmgruppen）に分けられた。11機のグライダーに分乗した96名から成るベトン突撃グループ（Sturmgruppe Beton、コンクリート）は7名死亡、24名負傷の損害を出しながらもVroenhovenの橋を確保し、10機に分乗した90名から成るカネの橋を確保したアイゼン突撃グループ（Sturmgruppe Eisen、鉄）では22名死亡、26名負傷、少なくとも対空砲火で撃墜された1機には6名の生存者しかいなかった。91名がわずか9機に詰め込まれVeldwezeltの橋に突入したシュタール突撃グループ（Sturmgruppe Stahl、鋼）は8名死亡、16名重傷、16名軽傷の代償を払い橋の確保に成功した。グラニット突撃グループ（Sturmgruppe Granit、花崗岩）は83名が11機で要塞の上に降り立ち6名死亡、20名負傷で要塞を無力化した。
ベルギー軍は5月11日に撤退するまで降下猟兵に対して如何なる有効な反撃も行うことができなかった。コッホ突撃大隊はフランス侵攻ではそれ以上の活動は実施せず、戦力回復のためにドイツへ引き揚げた。

### クレタ島
1940年秋にもう2個大隊が編成され、コッホ突撃大隊は空挺突撃連隊（Luftlande-Sturm-Regiment）として再編された。4つ目の大隊が1940/41年の冬に新設されたが、この大隊は通常の歩兵連隊の重武装大隊に似ており150 mm Do-Gerät 38単装ロケット弾発射機、3.7 cm PaK 36対戦車砲、Gebirgsflak 38 山岳高射砲を装備した中隊と工兵中隊で編成されていた。詳細は不明だが、メルクール作戦当時には少なくとも各降下猟兵大隊の第4中隊に数門の対戦車砲が配備されていた。
空挺突撃連隊はギリシャ及びユーゴスラビアへの侵攻の初期段階には投入されずクレタ島侵攻で必要とされるまで温存された。1941年5月20日に空挺突撃連隊／第I大隊は第1グライダー強襲飛行団（LLG 1）のユンカース Ju 52に曳航されたDFS 230グライダーに搭乗して着地したが連隊の残りはマレメ飛行場の近くにパラシュートで降下した。パラシュート降下した兵員は第2ニュージーランド歩兵師団のニュージーランド第5歩兵旅団のほぼ真上に降り立ち、大損害を被った。しかし、状況判断を誤ったニュージーランド第22大隊の撤退により、翌21日、砲弾が降り注ぐ中、マレメ飛行場に強行空輸された第5山岳師団と協力して、マレメ飛行場を制圧した。
このクレタ島での戦いは、戦争期間中に空挺突撃連隊が連隊単位で戦闘活動を行った唯一の機会であった。

### 東部戦線
空挺突撃連隊は全ての戦傷兵を入れ替えるのに数か月を要し、1941年9月27日に赤軍の激しい攻撃に対するレニングラード南東の防衛強化のために第7航空師団が呼び寄せられた時に損耗した第1降下猟兵連隊／第II大隊の代替として第II大隊がロシアへ空輸された。この大隊は1941年12月半ばに第1降下猟兵連隊が引き揚げるまで居残った。1942年5月に空挺突撃連隊／第II大隊は新設の第5降下猟兵連隊／第II大隊に改称された。
空挺突撃連隊の新たな役割である精鋭の'火消し'として次に東部戦線へ呼ばれたのは、損耗した第2降下猟兵連隊／第III大隊の代わりとなる第IV大隊であった。この大隊はスターリノ周辺のドイツ防御陣を補強するために11月半ばにドイツを発ち、1942年3月17日に連隊がノヴゴロド地区に転出するまでそこに留まった。結局、連隊は1942年6月6日からドイツへ帰還し始めた。第IV大隊は1942年10月にフランスの（Mourmelon-le-Grand）にある訓練地域に移動し、一時的に空軍地上戦闘学校教導大隊（Lehrbatallion der Erdkampfschule der Luftwaffe）と改称された。そこでは空軍の下級将校や下士官のための訓練学校の役割を果たした。1943年初めに空軍地上戦闘学校教導大隊は第6降下猟兵連隊／第II大隊に改称され第2降下猟兵師団に編入された。
第I大隊は1941年12月6日にスモレンスクに空輸された後、ドイツ軍の防御陣を支えるためにカルーガの西の（Yukhnov）地区に移動した。1942年5月に大隊はフランスへ転出し、最終的には1944年1月に第12降下猟兵連隊／第I大隊に改称された。
空挺突撃連隊の本部部隊は第I大隊に同伴してロシアへ行ったが、冬季の赤軍の反攻により地上戦を強いられた多くの空軍部隊を統制する任務を負った。この部隊は1942年2月に空軍マインドル師団／本部（Stab Luftwaffe-Division Meindl）に改称された。
この期間に於ける第III大隊の活動記録は定かではないが、1942年1月3日に第10中隊が第9軍の防衛強化のために降下猟兵機関銃大隊（Fallschirmjäger-MG-Bataillon）の指揮下でルジェフ地区に送られたことが知られている。第III大隊は1942年4月10日にフランスへ転出し、1942年5月に第5降下猟兵連隊／第II大隊に改称された。

## 部隊変遷
- フリードリヒスハーフェン実験大隊（Versuchsabteilung Friedrichshafen）
- コッホ突撃大隊（Sturmabteilung Koch）
- 空挺突撃連隊（Luftlande-Sturm Regiment）

## 指揮官
- ヴァルター・コッホ（1939年11月2日 - 1940年8月31日）
- オイゲン・マインドル（1940年9月1日 - 1941年5月21日）
- ヘルマン＝ベルンハルト・ラムケ（1941年5月21日 - 1941年6月18日）
- オイゲン・マインドル（1941年6月19日 - 1942年2月26日）